# Tabata Amaral
Tabata Claudia Amaral de Pontes (São Paulo, 14 de novembro de 1993) é uma politóloga, ativista pela educação e política brasileira filiada ao Partido Socialista Brasileiro (PSB). Atualmente exerce o mandato de deputada federal pelo estado de São Paulo. Nas eleições de 2018, ela foi a sexta candidata mais votada no estado.
Foi eleita enquanto filiada ao Partido Democrático Trabalhista (PDT) como a sexta candidata mais votada no estado, com 264 mil votos, nas eleições de 2018.
Em maio de 2021 Tabata entrou com recurso para se desfiliar do PDT, sem perda do mandato, que acabou ganhando. Em setembro anunciou a filiação ao Partido Socialista Brasileiro (PSB).
Tabata é cofundadora do Movimento Mapa Educação e do Movimento Acredito, que busca a renovação do congresso. Em outubro de 2017, foi uma das onze lideranças a participar de um encontro com o ex-presidente americano Barack Obama em sua passagem por São Paulo. Em julho de 2018, foi a mais jovem liderança a participar de um debate com a ativista paquistanesa e Nobel da Paz Malala Yousafzai em sua primeira visita ao Brasil. Em 2019, foi indicada pela BBC como uma das 100 mulheres mais influentes do mundo.
É formada pela Universidade Harvard e representou o Brasil em cinco competições internacionais de ciências, tendo sido também colunista da Rádio CBN em São Paulo e da revista Glamour. Desde abril de 2019, é colunista do jornal Folha de S.Paulo e do Nexo Jornal.
Foi a candidata do PSB à prefeitura de São Paulo nas eleições de 2024, terminando a disputa em 4º lugar com 9,91% dos votos válidos, contabilizando 605.552 votos. No segundo turno declarou apoio a Guilherme Boulos.

## Família e educação
Tabata Cláudia Amaral de Pontes é filha da baiana Maria Renilda Amaral Pires, diarista, e do paraibano Olionaldo Francisco de Pontes, cobrador de ônibus, e irmã de Allan Thales Amaral de Pontes. Foi criada na Vila Missionária, bairro pobre localizado na Zona Sul de São Paulo, periferia da cidade.
Iniciou seus estudos na Escola Estadual Prof. João Ernesto de Souza Campos e, no 6º ano, ingressou na Escola Estadual Prof. Isaltino de Melo, pela qual participou pela primeira vez da Olimpíada Brasileira de Matemática das Escolas Públicas. Em 2005, foi medalhista de prata na competição. Por conta do bom desempenho escolar, obteve uma bolsa de estudos no Colégio ETAPA. Em 2006, foi medalhista de ouro na OBMEP e nos anos seguintes representou o Brasil em olimpíadas internacionais de química, astronomia e astrofísica.

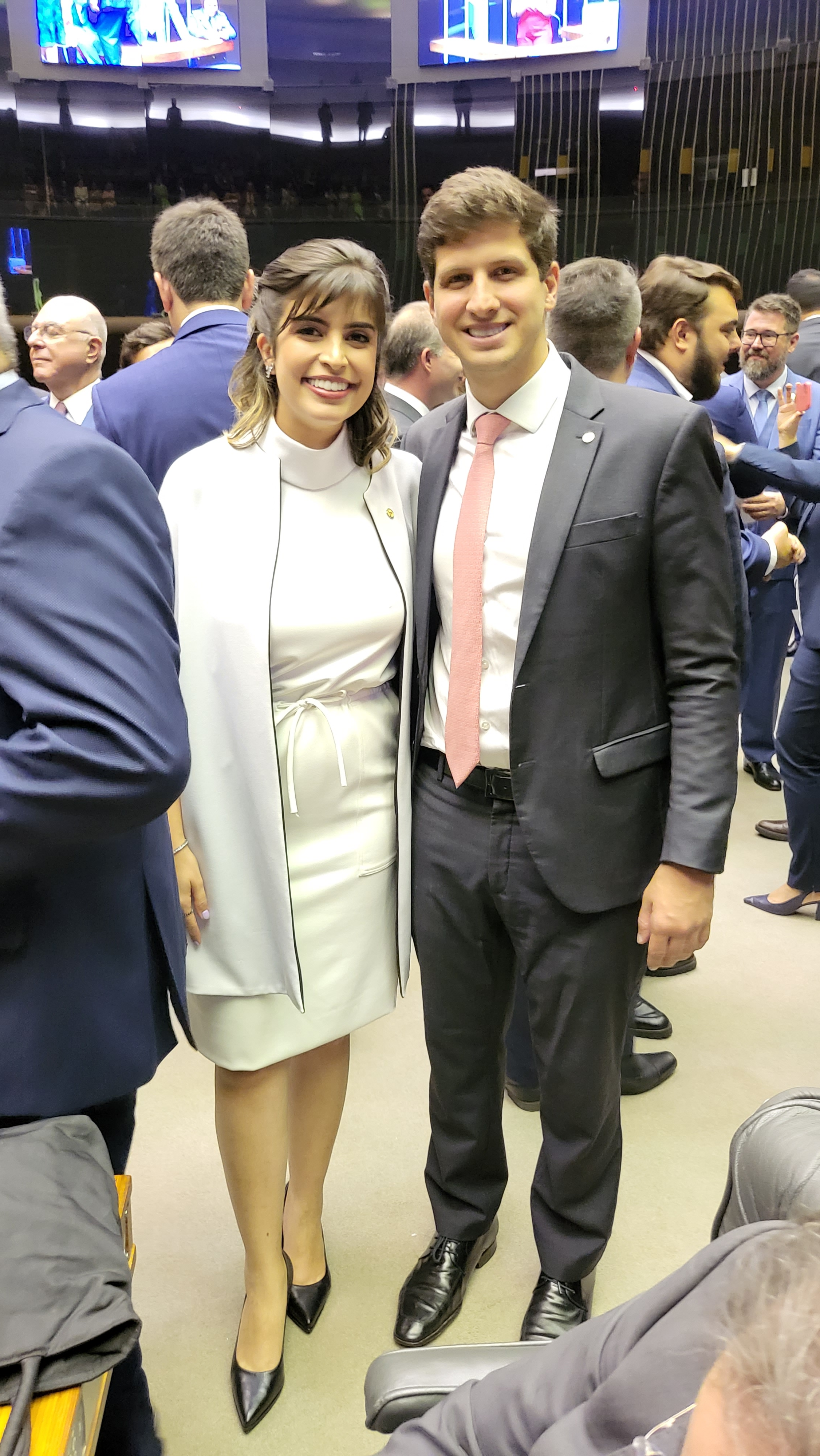
Tabata acompanhada por seu namorado, o prefeito de Recife João Campos, na sua posse como deputada na 57ª Legislatura na Câmara dos Deputados.

Em 2012, Amaral foi aprovada em seis prestigiosas universidades estadunidenses, sendo ofertada bolsa integral para todas: Harvard, Yale, Columbia, Princeton, Pensilvânia e Caltech, e no vestibular da Universidade de São Paulo.

### Formação acadêmica
É graduada em Ciências Políticas pelo Departamento de Governo da Universidade Harvard. Em sua dissertação, elaborou uma análise política de reformas educacionais em municípios brasileiros, na qual argumentava sobre a expansão do acesso à educação no Brasil nas duas últimas décadas, como resultado de uma reforma educacional federal, porém sua qualidade permaneceria pobre, de acordo com os padrões internacionais.
Segundo a parlamentar, os países da América Latina têm sido capazes de alcançar progressos importantes no provimento de seguro social, assistência social e determinados serviços sociais. No entanto, a educação permanece com uma qualidade muito baixa ao longo de toda a região. Sua tese traça um novo conjunto de dados sobre os 5.570 municípios do Brasil e é resultado de um trabalho de campo em sete deles para explicar os níveis de variação municipal nos resultados educacionais. Defende que as reformas na educação são mais prováveis de serem introduzidas, sustentadas e bem-sucedidas quando há continuidade política no governo municipal. Além disso, segundo ela, a competição política não afeta a implementação de reformas educacionais difíceis, e níveis mais altos de disputa têm efeitos negativos nos resultados educacionais nas cidades pequenas.
Amaral graduou-se com honras máximas e recebeu o Prêmio Kenneth Maxwell em estudos brasileiros e o Prêmio Eric Firth para o melhor ensaio sobre o tema de ideais democráticos por sua tese. Logo após a sua graduação, retornou ao Brasil para dedicar-se ao seu ativismo social.

### Vida pessoal
Mantém um relacionamento com João Campos, prefeito de Recife, Pernambuco.

## Ativismo social

### Mapa Educação
Fundou em 2014, com os colegas Lígia Stocche e Renan Ferreirinha, o Movimento Mapa Educação, um movimento social que tem como missão engajar os jovens na luta por uma educação de qualidade para todos os brasileiros. O movimento se propõe a trabalhar para que a educação seja prioridade na agenda política nacional e para que o jovem seja o protagonista dessa mudança.
Em sua primeira iniciativa, o Manifesto Mapa do Buraco, o grupo entrevistou mais de cem líderes educacionais para a construção de um documento apontando os principais problemas da educação brasileira, apresentando, também, algumas soluções criadas e implementadas em diferentes cidades pelo país afora. Depois do lançamento do Manifesto Mapa do Buraco, foram realizados debates educacionais durante o período das eleições de 2014 almejando que aquelas fossem as "eleições da educação". Com o fim das eleições, o Movimento passou a desenvolver uma série de projetos, como documentos, conferências e formações, com vistas a formar lideranças regionais engajadas com a causa da educação.

### Movimento Acredito
Em 2017, Tabata Amaral foi cofundadora do Movimento Acredito, junto com José Frederico Lyra Netto, Bruno Santos, Felipe Oriá e Renan Ferreirinha. Segundo o movimento, seu objetivo é a "renovação política", conforme manifesto divulgado em julho de 2017. O movimento se define como suprapartidário, e alega ter entre seus objetivos, uma nova política antiprivilégios, um Congresso Nacional transparente e participativo, redução de desigualdades e políticas sociais universais.

## Atuação parlamentar

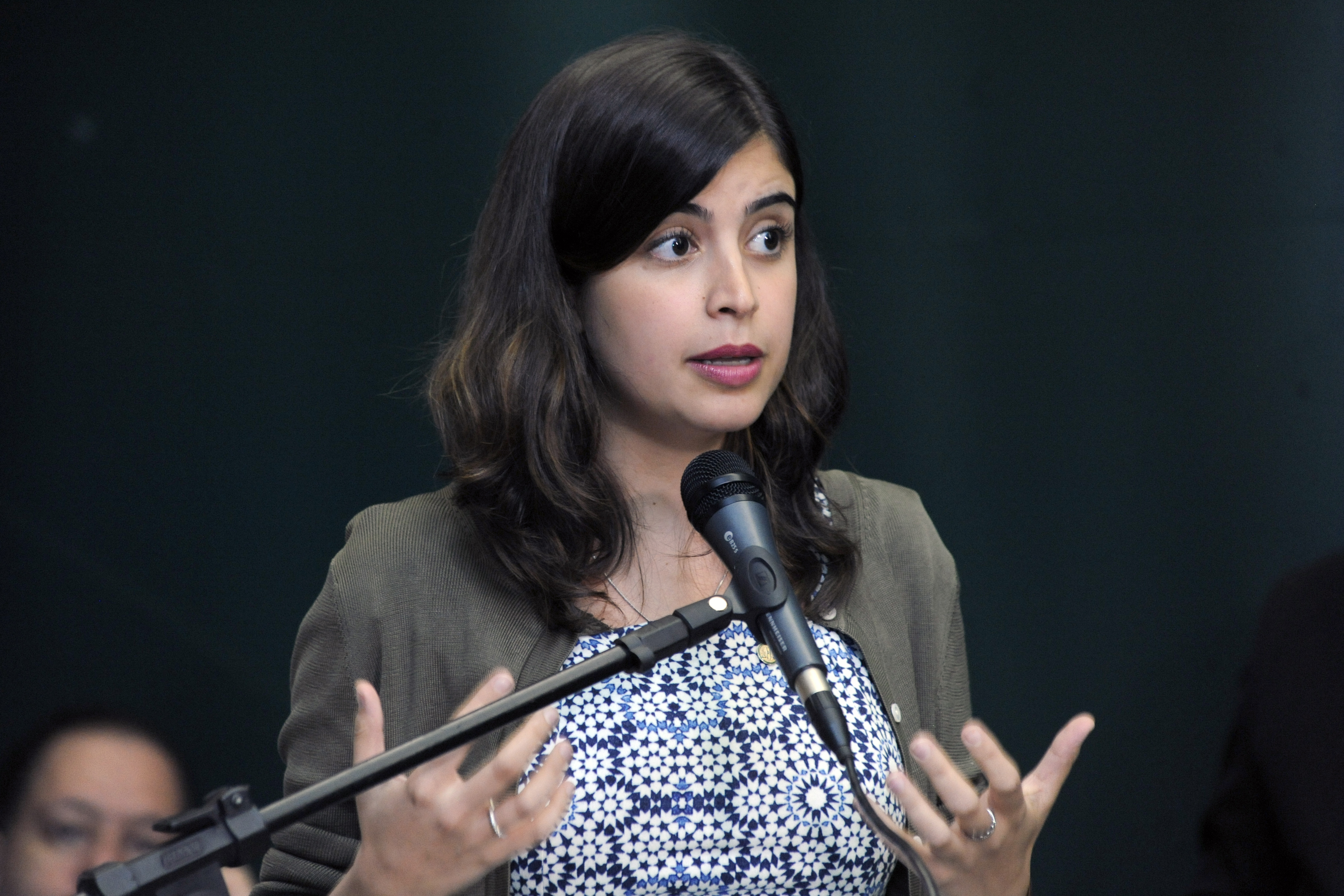
Tabata discursando em encontro da Bancada Feminina do Congresso Nacional, em março de 2019

Tabata Amaral é membro titular da Comissão de Educação, da Comissão de Defesa dos Direitos da Mulher e membro suplente da Comissão de Ciência e Tecnologia, Comunicação e Informática. Foi membro titular da Comissão Especial da PEC 015/15, que tornou o Fundo de Manutenção e Desenvolvimento da Educação Básica (Fundeb) instrumento permanente de financiamento da educação básica.
Tabata, juntamente com o ex-deputado federal Felipe Rigoni e com o senador Alessandro Vieira, parlamentares também ligados ao Movimento Acredito, formou o Gabinete Compartilhado "onde parlamentares de diferentes estados e partidos, que compartilham de valores comuns, se reúnem para criar um espaço qualificado, com o apoio de equipe multidisciplinar, trabalhando em prol de uma política feita a partir de dados e evidências." A iniciativa atualmente conta, para além da deputada Tabata Amaral e do senador Alessandro Vieira, com outros 5 parlamentares, representando 7 estados e 5 partidos.
Após ser criticada por alguns militantes de esquerda, que não a consideravam como representante de suas ideologias, Amaral afirmou que era progressista e que estava na política para "renovar as práticas, e que o mais importante é dar menos atenção para essa guerra entre esquerda e direita, os dois extremos, e falar que está ali pelos princípios, pelos valores."
Em uma reunião da Comissão de Educação realizada em 27 de março de 2019, fez um discurso de grande repercussão, com críticas contundentes ao desempenho do ministro da Educação, Ricardo Vélez, presente na reunião.
Como é possível gerir uma pasta tão complexa, tão grande, tão importante como é o MEC, sem conhecer os dados? Eu não conheço um bom gestor que não conhece o mínimo do que está fazendo.— Tabata Amaral em resposta a Ricardo Vélez.
Depois do embate no plenário entre Tabata e Ricardo Vélez—que seria logo depois exonerado do cargo—o presidente da Câmara dos Deputados Rodrigo Maia criou uma Comissão Especial em abril de 2019, coordenada por Tabata Amaral, para elaborar um estudo sobre a execução de políticas públicas pelo Ministério da Educação. A Comissão divulgou um relatório preliminar em novembro de 2019, que indicava uma "paralisia tanto no planejamento quanto na execução de políticas públicas voltadas para a Educação e fragilidade do planejamento e da gestão do MEC", depois de sete meses da gestão de Abraham Weintraub à frente da pasta. Respondendo às conclusões do relatório, o MEC alegou que seriam lançados em breve os programas e que o descontingenciamento de recursos seria ainda recente.
Em julho de 2019, as revistas Veja e Exame revelaram que Tabata contratou, com o fundo eleitoral público do PDT, os serviços de seu ex-namorado e ex-colega de curso em Harvard, o colombiano Daniel Alejandro Martínez, para elaborar uma análise estratégica de sua campanha a deputada federal. A então candidata pagou 23 mil reais pela prestação dos serviços, que foram feitos entre agosto e outubro de 2018. Em outro caso, o Supremo Tribunal Federal determinou que contratar parentes ou cônjuges é legal, mas a prática foi criticada por jornalistas e comentaristas. A revista Veja apontou contradição de Tabata Amaral, visto que em entrevistas anteriores à revista ela tomou a posição de que "Renovação na política não passa por trocar o nome das coisas nem o rostinho no poder, mas por uma mudança de práticas.".

### Reforma da previdência e conflitos com o PDT
A deputada Tabata votou a favor da proposta de reforma da Previdência do governo Bolsonaro em 1.º turno em 10 de julho de 2019. Seu partido, o Partido Democrático Trabalhista (PDT), já havia ameaçado expulsar Tabata do partido caso ela votasse a favor das mudanças apresentadas pelo governo de Jair Bolsonaro nas regras de aposentadoria. Ciro Gomes, que era do mesmo partido de Tabata, criticou-a por fazer "militância dupla" e disse que o Movimento Acredito, do qual ela faz parte e é co-fundadora, é um "partido clandestino".
Todo mundo pode participar de qualquer movimento, mas se você tem um partido clandestino para burlar a legislação que proíbe financiamento empresarial, isso é uma coisa muito mais grave[...] Você pega um partido clandestino, que tem suas regras próprias, seu programa próprio, você se infiltra nos outros partidos e usa os outros partidos, fundo partidário, tempo de TV, quociente eleitoral para se eleger e fazer o serviço do outro partido? Aí é um problema de dupla militância, não tem nada a ver com a compreensão de reforma da Previdência que nós temos.— Ciro Gomes, em evento em São Paulo
Tabata defendeu-se da polêmica criada, afirmando que seu voto foi consciente, não um voto 'vendido', seguindo suas convicções e tudo o que havia estudado sobre o tema.
Ser de esquerda não pode significar que a gente vai ser contra um projeto que, de fato, pode tornar o Brasil mais inclusivo e mais desenvolvido. Ao tomar esta decisão eu olho para o futuro do país, não para o próximo processo eleitoral. Meu voto pela Reforma da Previdência não foi vendido, é por convicção. A bancada da educação continua lutando pela manutenção da aposentadoria especial dos professores.— Tabata Amaral em seu Twitter, 10 de julho de 2019
Em 17 de julho de 2019, o PDT decidiu suspender o mandato, bem como iniciou processo de punição, de oito deputados federais do partido que votaram a favor da proposta de reforma da Previdência, incluindo Tabata. Na votação em 2.º turno da proposta, Tabata voltou a votar favoravelmente, sendo acompanhada pelos outros sete deputados do PDT. A suspensão valeria até o fim do processo, que deveria durar de 45 a 60 dias. No entanto, em entrevista ao programa Roda Viva em meados de outubro, Tabata declarou que não havia mais espaço para ela no partido, e que o seu destino partidário seria incerto.

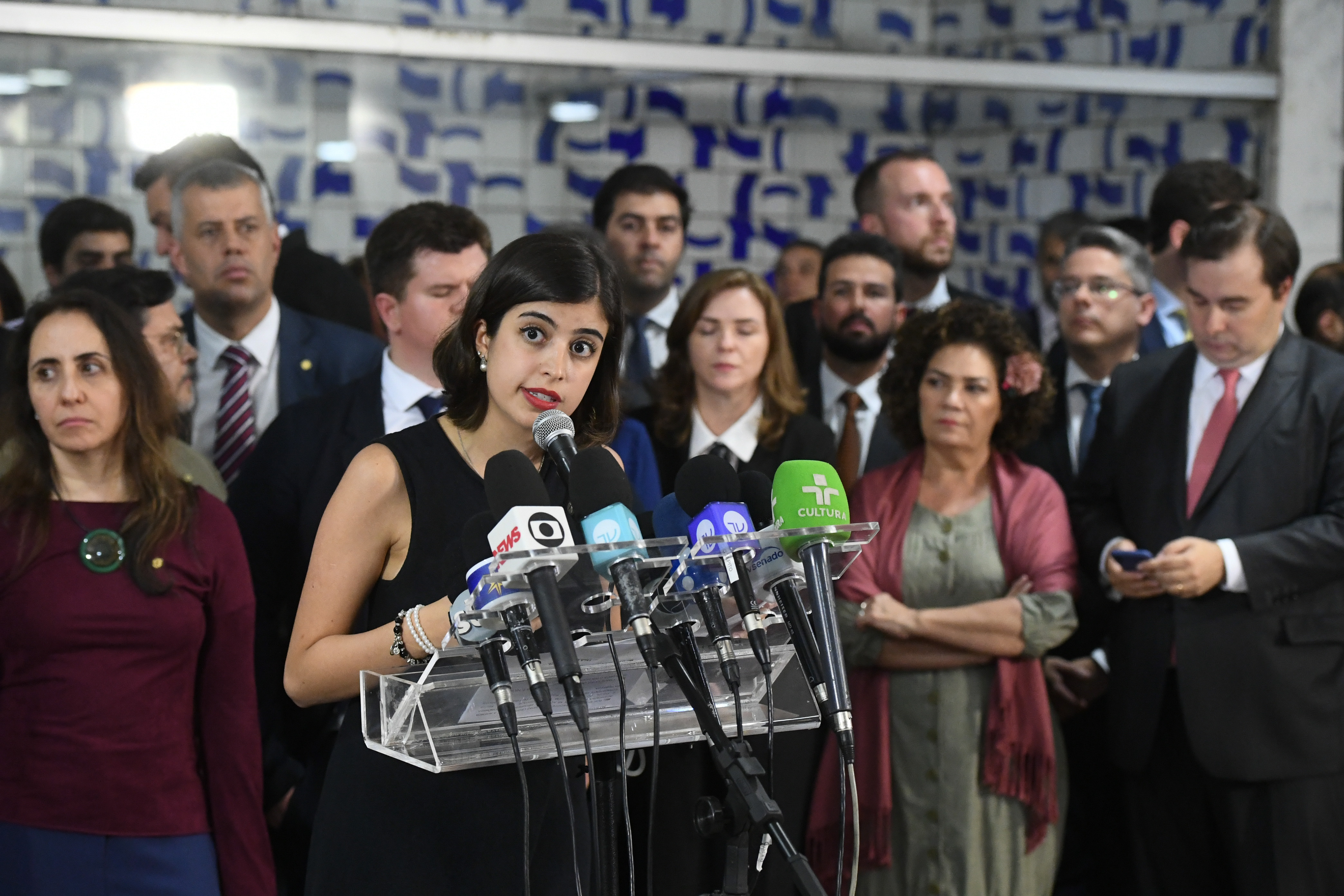
Tabata em entrevista coletiva no Congresso, em novembro de 2019

Segundo a deputada, a "lógica eleitoreira que prevaleceu no PDT durante o voto da reforma da Previdência" e as críticas que recebeu do partido por suas posições fizeram com que sua permanência na sigla se tornasse insustentável. Tabata anunciou que iria, junto com outros políticos que também sofreram a mesma retaliação, ingressar com uma ação na Justiça Eleitoral reivindicando a restituição do mandato. Tabata revelou que, devido à suspensão pelo partido, não estava mais conseguindo atuar como vice-líder e que projetos relevantes que tinha foram todos cancelados. Dois dias depois da entrevista, Tabata e mais quatro deputados ajuizaram ações individuais no Tribunal Superior Eleitoral (TSE) pleiteando a continuidade de seus mandatos e desfiliação dos partidos, argumentando que estariam sendo submetidos a "prática arbitrária tomada pelos partidos".
Em julgamento de maio de 2021, o TSE aceitou por seis votos a um, o pedido de Tabata, permitindo sua desfiliação por justa causa, de modo que não perderia o mandato. Em entrevista logo após a decisão, ainda sem partido definido, declarou que buscaria a reeleição em 2022. Em setembro, anunciou sua filiação ao PSB.

## Conquistas e premiações
- Menção honrosa em 2010 e medalha de bronze em 2011 na Olimpíada Internacional de Astronomia e Astrofísica (IOAA)[70]
- Medalha de ouro em 2011 na Olimpíada Latino-Americana de Astronomia e Astronáutica (OLAA)[71]
- Medalha de ouro em 2011 na Olimpíada Ibero-Americana de Química (OIAQ)[72][73]
- Medalha de bronze em 2011 na Olimpíada Internacional de Química (IChO)[74]
- Aprovada em seis das mais importantes universidades do mundo: Universidade de Columbia, Universidade de Pensilvânia, Caltech, Universidade Yale, Universidade Princeton e Universidade Harvard[75][76][77]
- Lemann Fellow da Fundação Lemann[17][78][79]
- Graduou-se com honras máximas em Governo em Harvard, onde foi bolsista integral[80]
- Recebeu o Prêmio Kenneth Maxwell por sua tese em Harvard;[28]
- Recebeu o Prêmio Eric Firth para melhor ensaio sobre tema de ideias democráticos[28]
- Recebeu o Prêmio Faz Diferença, do jornal O Globo[81]
- Reconhecida com o Prêmio Next Generation Women Leader Awards, concedido pela consultoria McKinsey;[82]
- Considerada Gente que Faz, pela revista Glamour;[83]
- Foi indicada ao Prêmio Claudia[84]
- Aprovada no programa Jovem RAPS (Rede de Ação Política por um Brasil Sustentável)[85]
- Aprovada no programa RenovaBR de lideranças políticas jovens[86]
- Melhor deputada federal de 2019 pelo Prêmio Congresso em Foco.[87]
- Eleita pela BBC como uma das 100 mulheres mais influentes do mundo.[15]

## Desempenho eleitoral
| Ano  | Eleição                | Partido | Cargo            | Votos   | %     | Resultado  | Ref    |
| ---- | ---------------------- | ------- | ---------------- | ------- | ----- | ---------- | ------ |
| 2018 | Estaduais em São Paulo | PDT     | Deputada federal | 264.450 | 1,25% | Eleita     | [ 88 ] |
| 2022 | Estaduais em São Paulo | PSB     | Deputada federal | 337.873 | 1,42% | Eleita     | [ 89 ] |
| 2024 | Municipal de São Paulo | PSB     | Prefeita         | 605.552 | 9,91% | Não eleita | [ 20 ] |